# Іване-Золоте

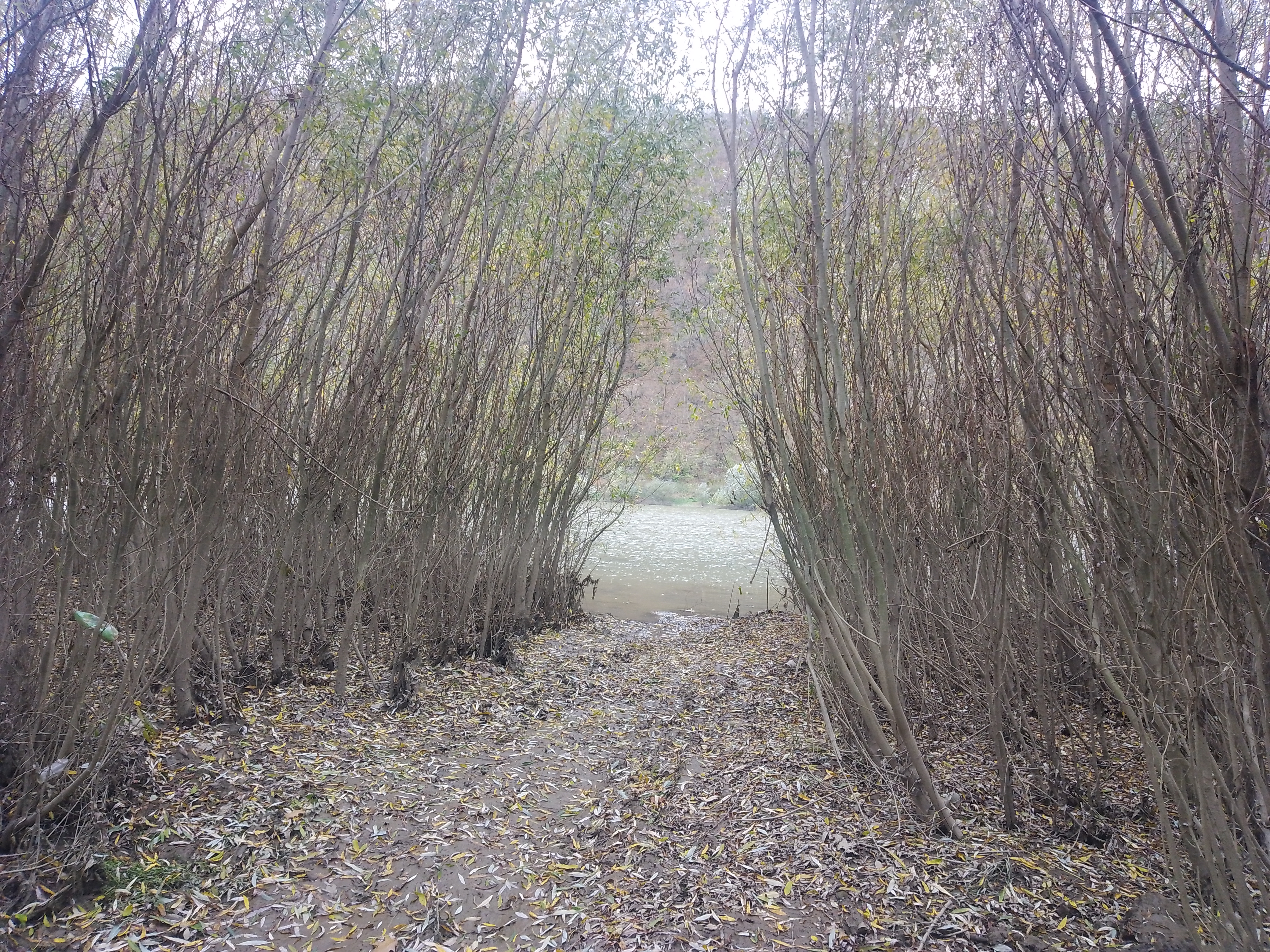
Дністер у зарослях біля села Іване-Золоте

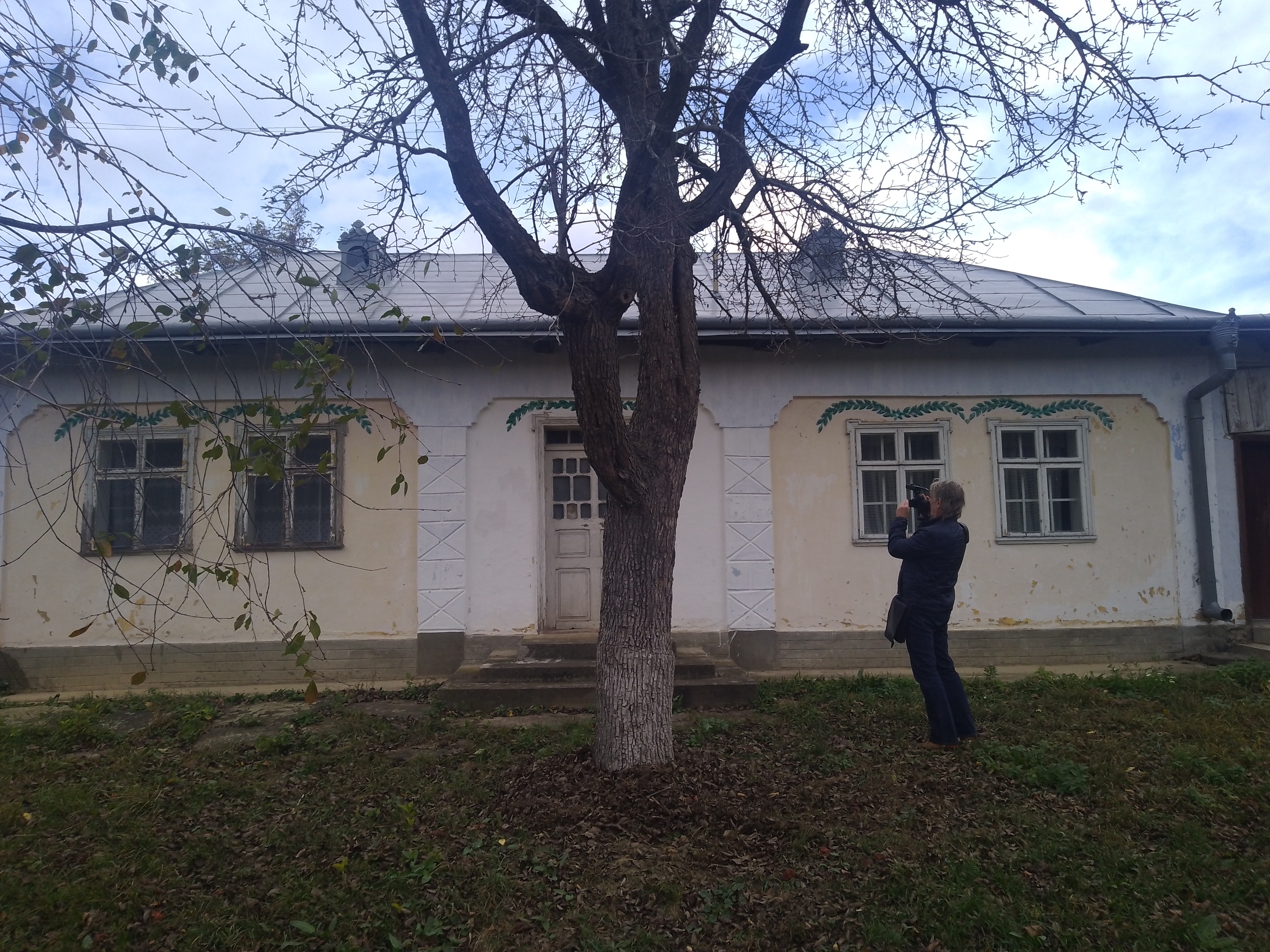
Будинок Шабатури Ганни

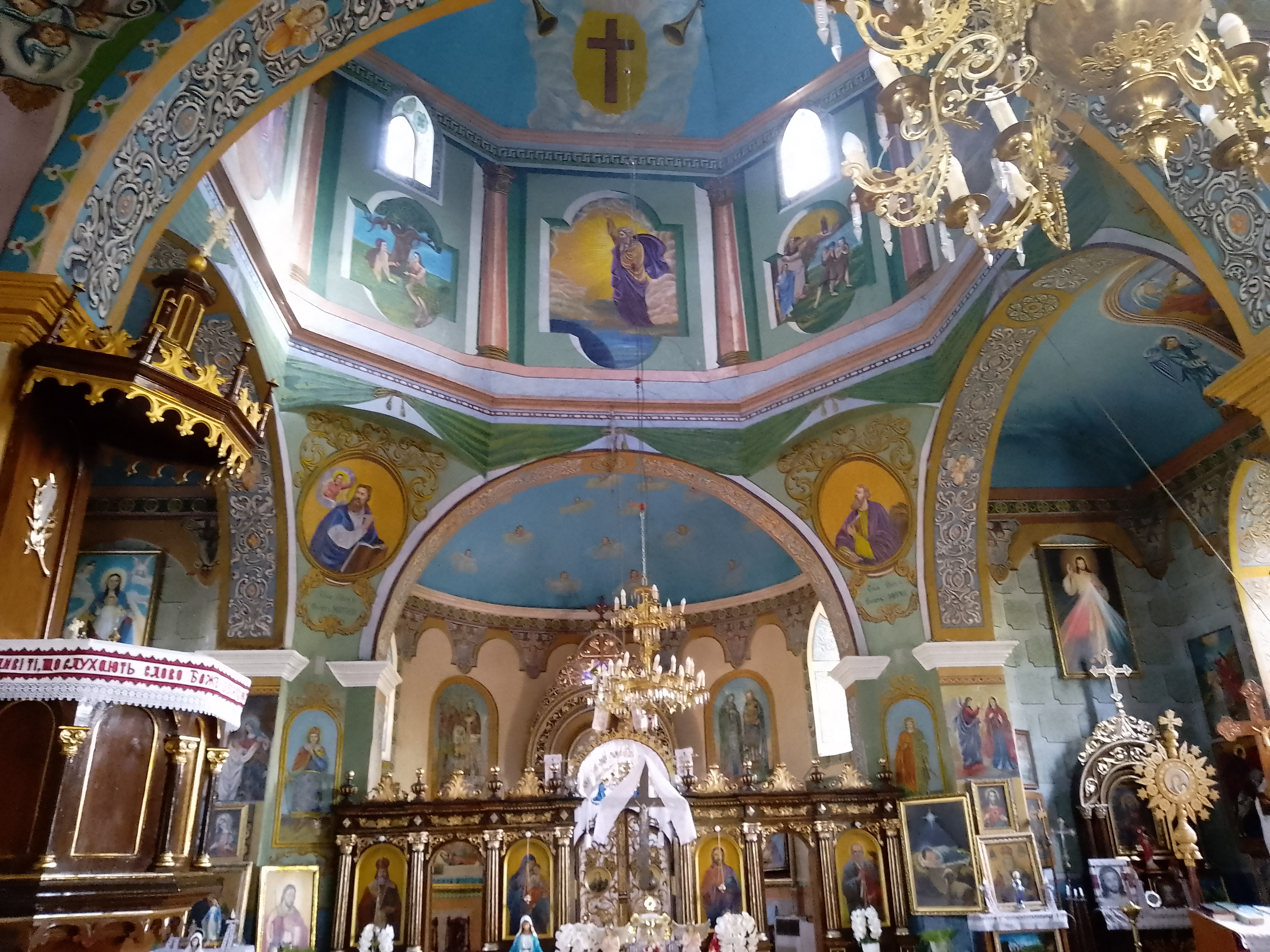
Інтер'єр Церкви Перенесення Мощей Святого Миколая

Іва́не-Золоте́ — село в Україні,  у Заліщицькій міській громаді Чортківського району Тернопільської області. Розташоване на лівому березі річки Дністер, на півдні району. До 2020 року адміністративний центр  Івано-Золотівської сільської ради. До Іване-Золотого приєднано хутір Нагірка.
Населення становить 875 осіб (2003).

## Географія
Селом тече річка Луча, яка впадає у Дністер.

## Історія
Поблизу Іване-Золотого виявлено трипільське поселення. Давньослов’янське поселення розташоване в околицях Іване-Золотого, виявлене розвідкою І.С.Винокура. Поблизу села є давньоруське поселення, на поверхні знайдено срібну сережку, також виявлено давньоруський ґрунтовий могильник.
Перша писемна згадка — 1349 як Іванє (Гвани) Золоте, від 1519 — Іванє; за сучасною назвою відоме від 1900.
Діяли товариства «Просвіта», «Сокіл», «Луг», «Союз українок», «Сільський господар», «Рідна школа», «Відродження», кооператива.
У 1941, 1969, 2008 рр. село постраждало від великих повеней на Дністрі.
12 червня 2020 року, відповідно до розпорядження Кабінету Міністрів України № 724-р «Про визначення адміністративних центрів та затвердження територій територіальних громад Тернопільської області» увійшло до складу Заліщицької міської громади.
19 липня 2020 року, в результаті адміністративно-територіальної реформи та ліквідації Заліщицького району, увійшло до складу новоутвореного Чортківського району.

### Мова
Розподіл населення за рідною мовою за даними перепису 2001 року:
| Мова       | Відсоток |
| ---------- | -------- |
| українська | 99,56%   |
| російська  | 0,33%    |
| білоруська | 0,11%    |

## Пам'ятки
Є церква Перенесення Мощей святого Миколая (1895; мурована), каплички на честь заснування Запорізької Січі (реставрована 1990), проголошення незалежності України.
Біля села є Іване-Золотецький розріз нижнього девону — відслонення, геологічна пам'ятка природи місцевого значення.

## Пам'ятники
1958 місцева влада повалила пам'ятні хрести.
Споруджено пам'ятник полеглим у німецько-радянській війні воїнам-односельцям (1967), відновлено пам'ятники на честь скасування панщини та з написом «Пам'ятник цей був повалений 1958 року невіруючими» (1989), насипана символічна могила Борцям за волю України (1991).

## Соціальна сфера
Діють загальноосвітня школа І—ІІ ступеня, дитячий садок, клуб, бібліотека, ФАП, приватне селянське господарство «Наддністрянське».

## Відомі люди
В Іване-Золотому народилися:
- науковці Д. Бабінець, С. Гандзюк, Б. Каспрук, О. Харлан,
- Вістовський Олег Володимирович (1961) — український поет, публіцист, перекладач, журналіст.
- Кумановський Микола Павлович (1846 — 18 листопада 1924, с. Німшин, нині Івано-Франківська область) — український цитрист, композитор, священик.[5]
- Палагнюк Іван — батько американського актора Джека Паланса.
- Профатило Олександр Олександрович(1989—2024)— український військовик, учасник російсько-української війни[6].
- Шабатура Ганна Михайлівна — народна художниця, мати Стефанії Шабатури.
- Шабатура Стефанія Михайлівна (1938—2014) — килимарка, відома правозахисниця та громадська діячка, в'язень радянських концтаборів.
- Дутчак Віталій Володимирович (1975-2022) - український військовик, учасник російсько-української війни.

## Галерея

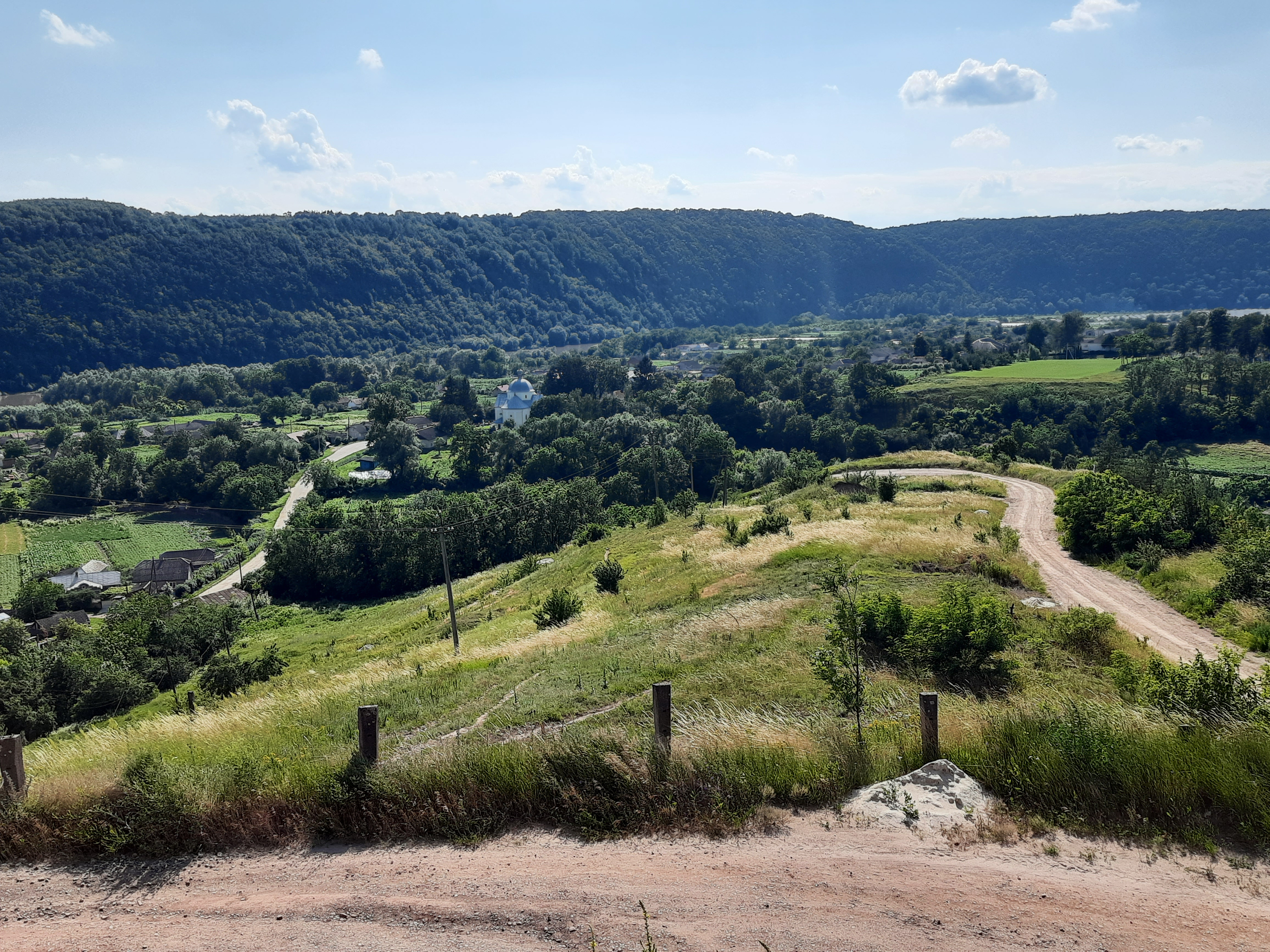
Вигляд на село з пагорба
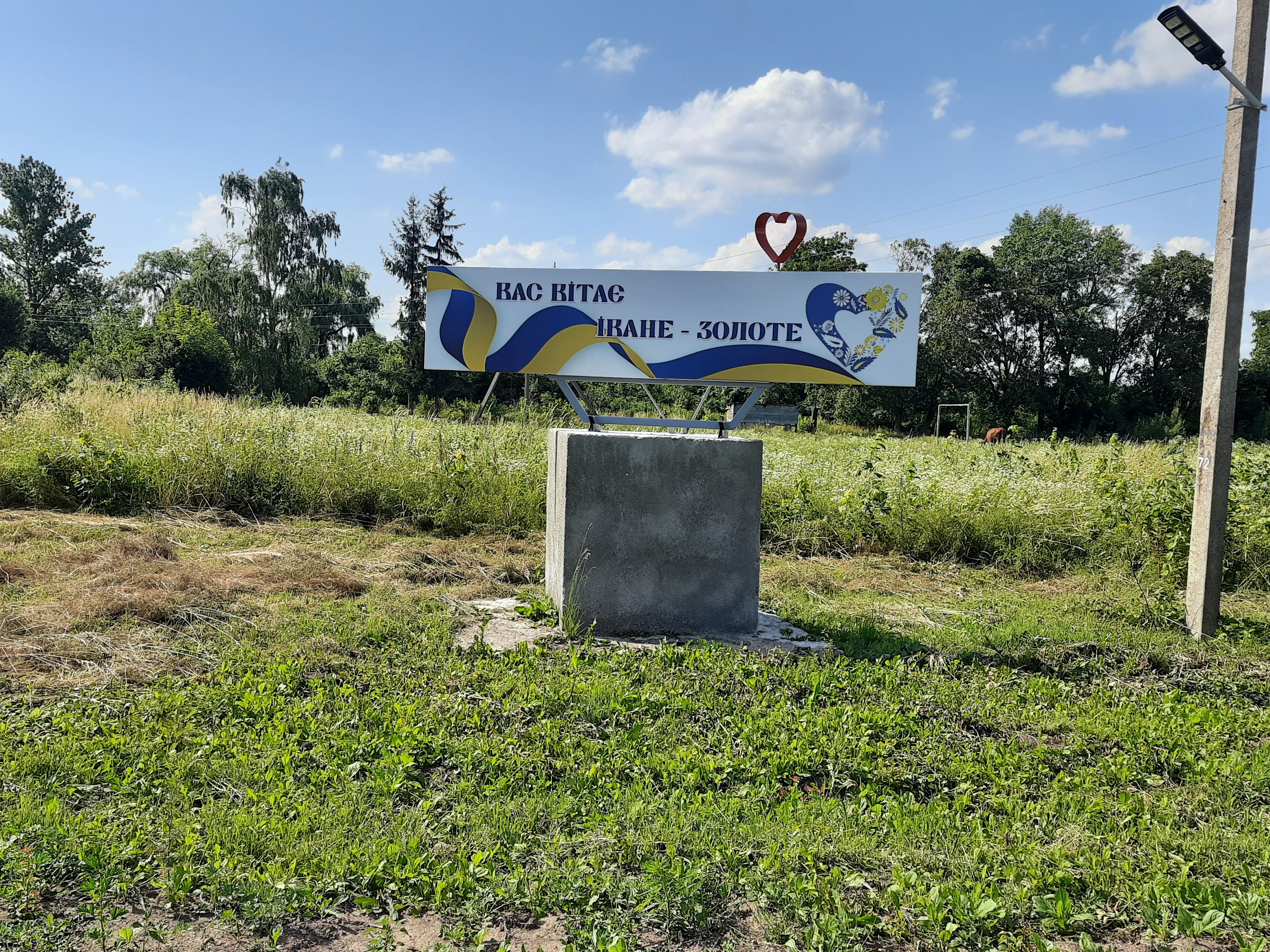
В'їзд у село
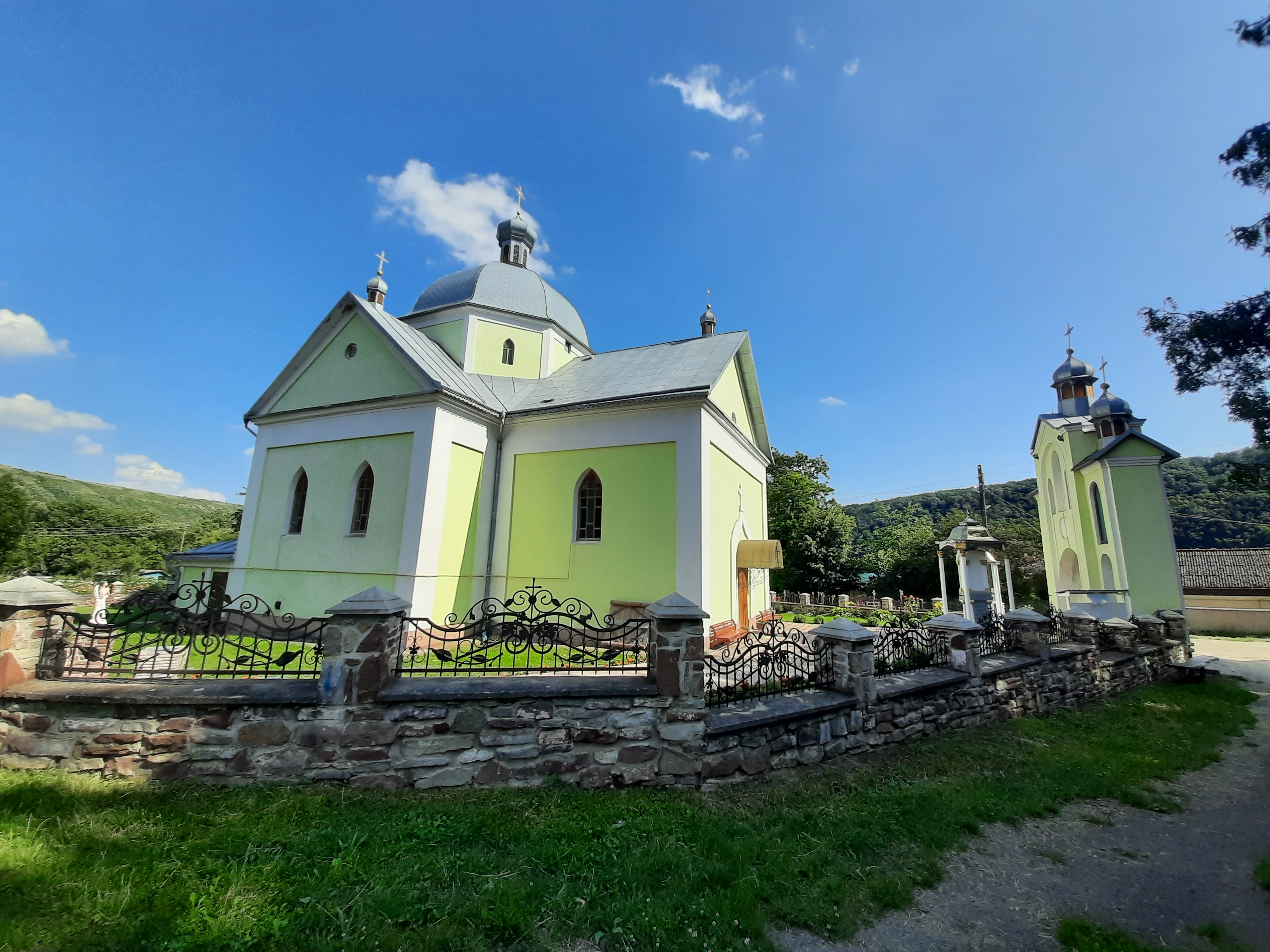
Церква Перенесення Мощей Святого Миколая
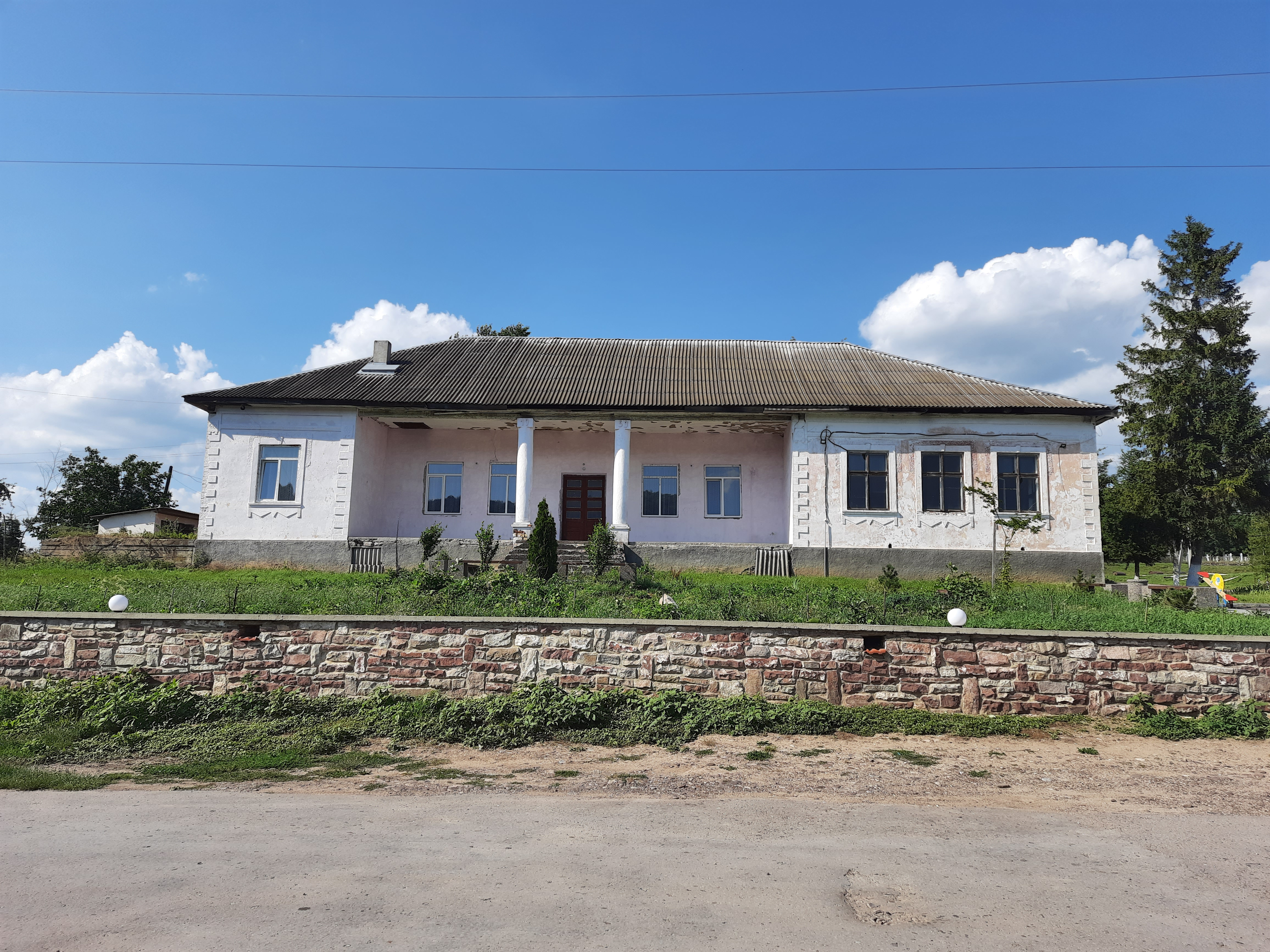
Клуб
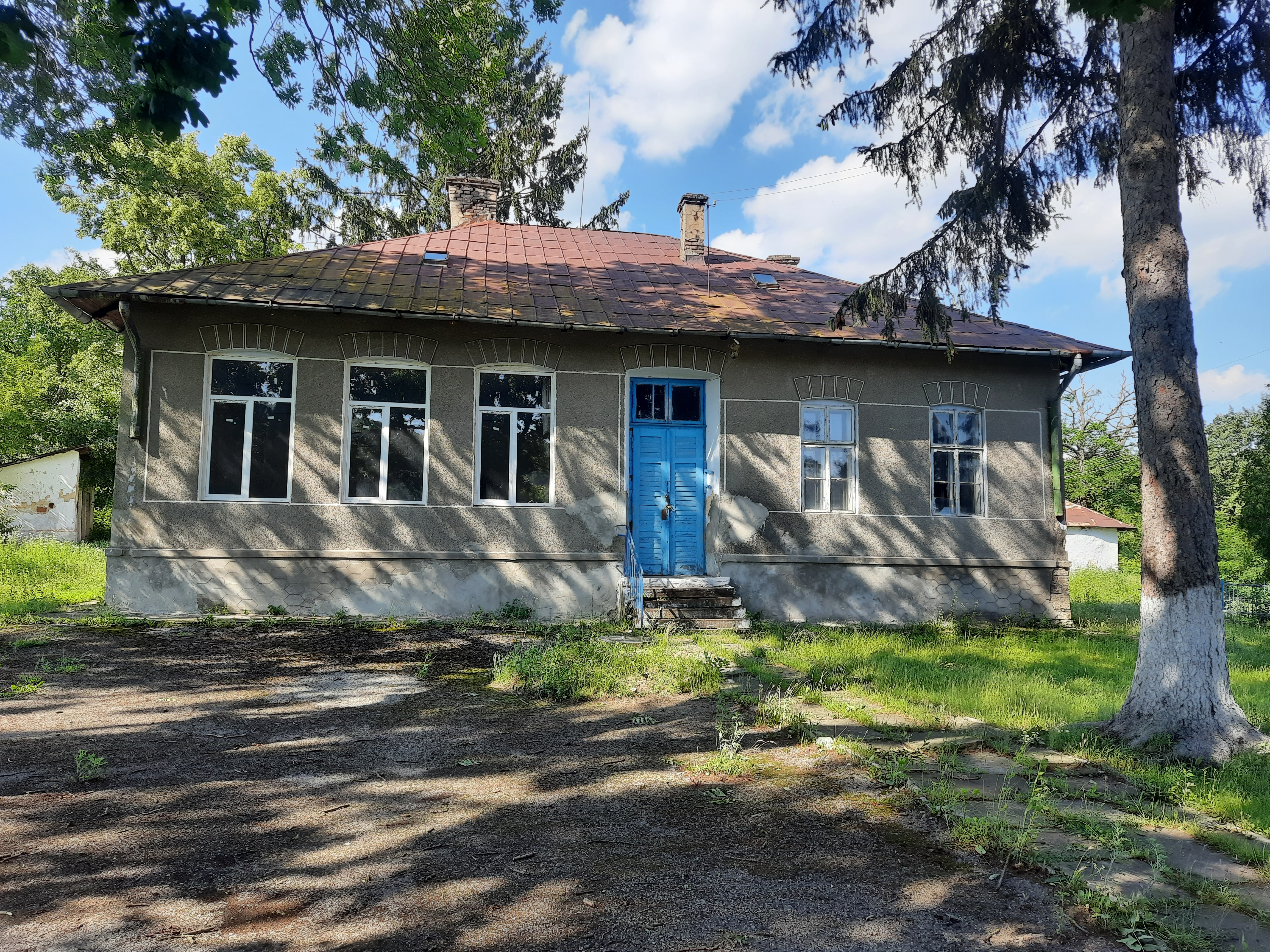
Будівля старої школи
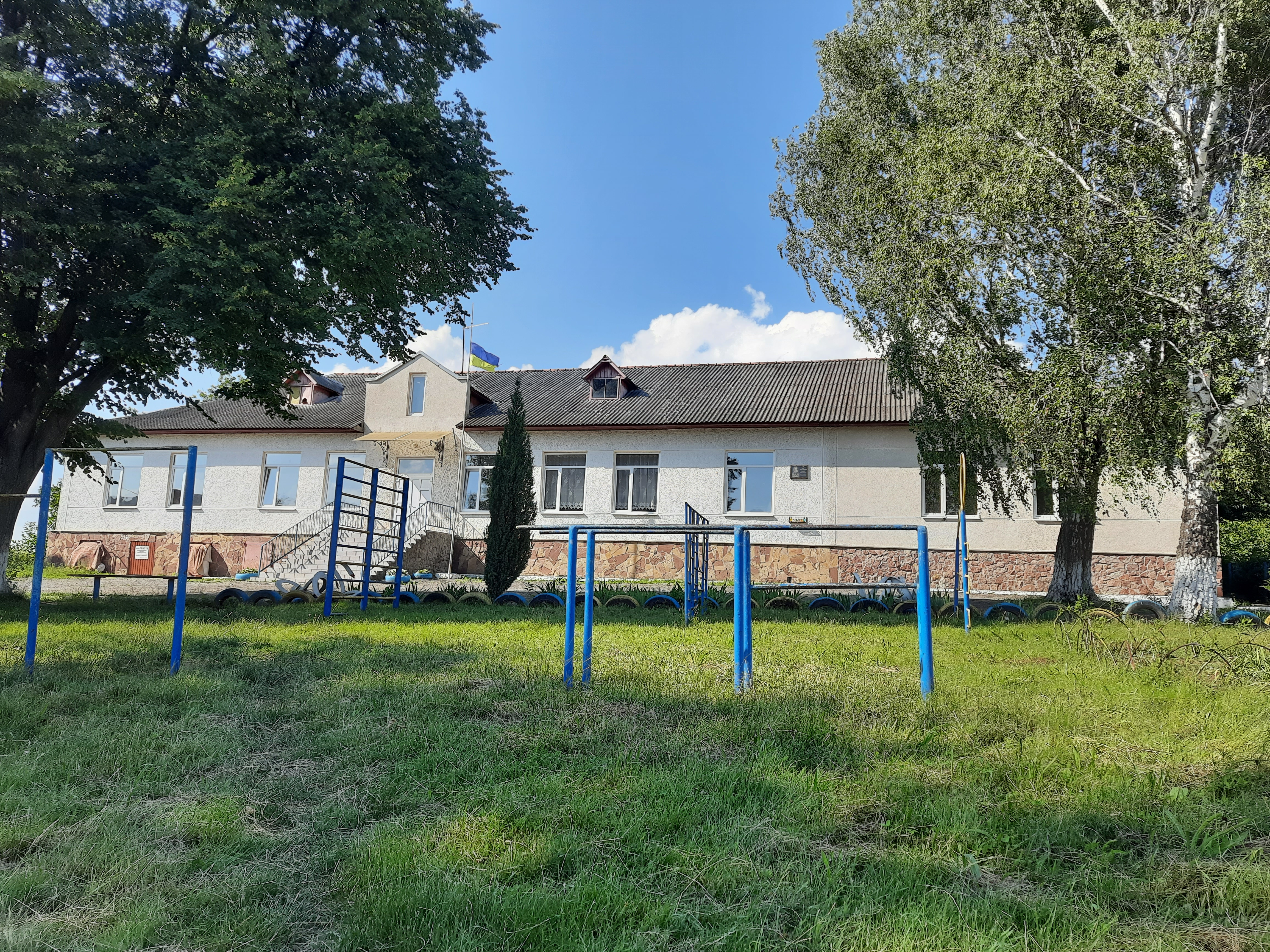
Нова школа і садок
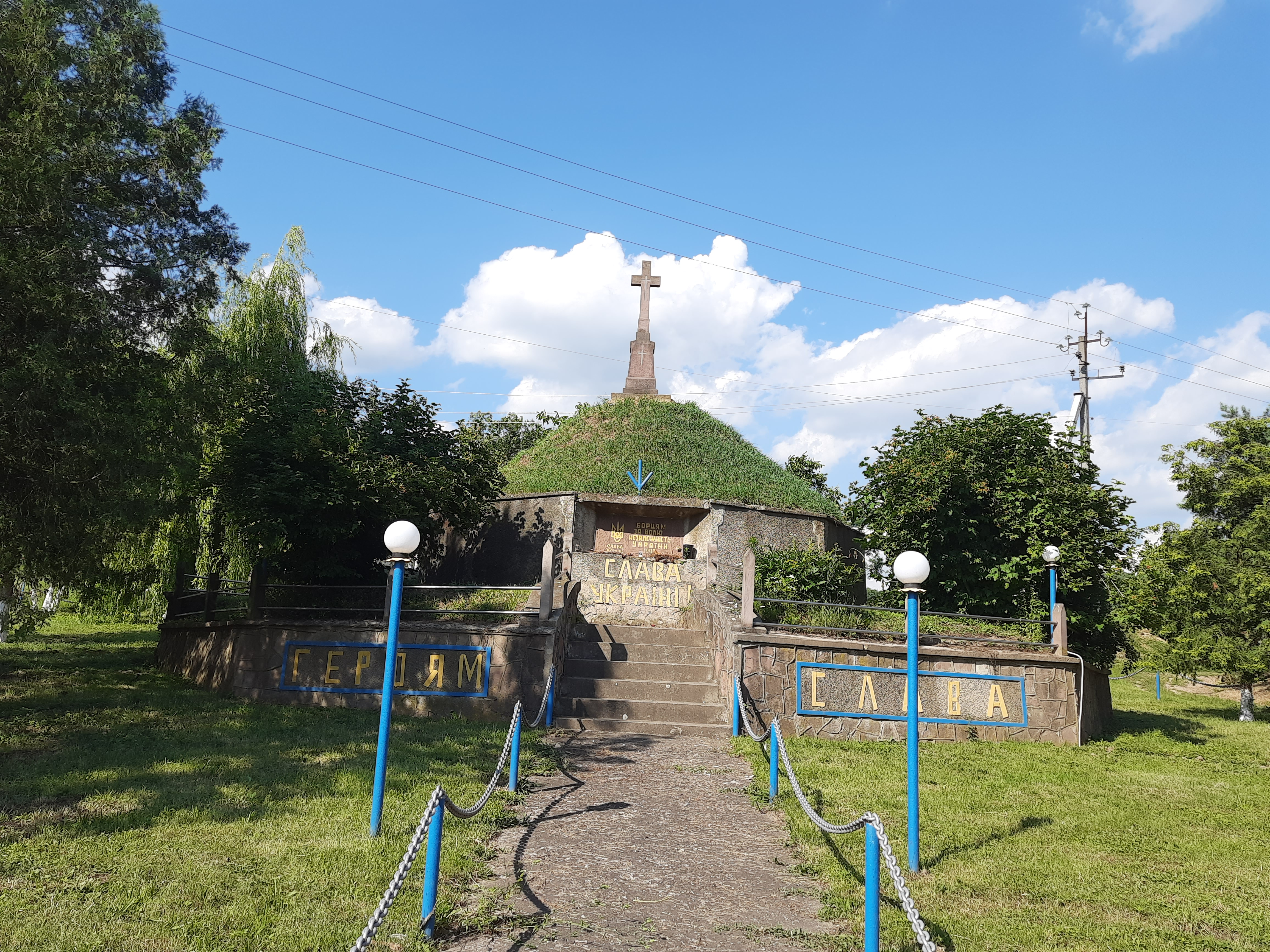
Символічна могила Борцям за волю України
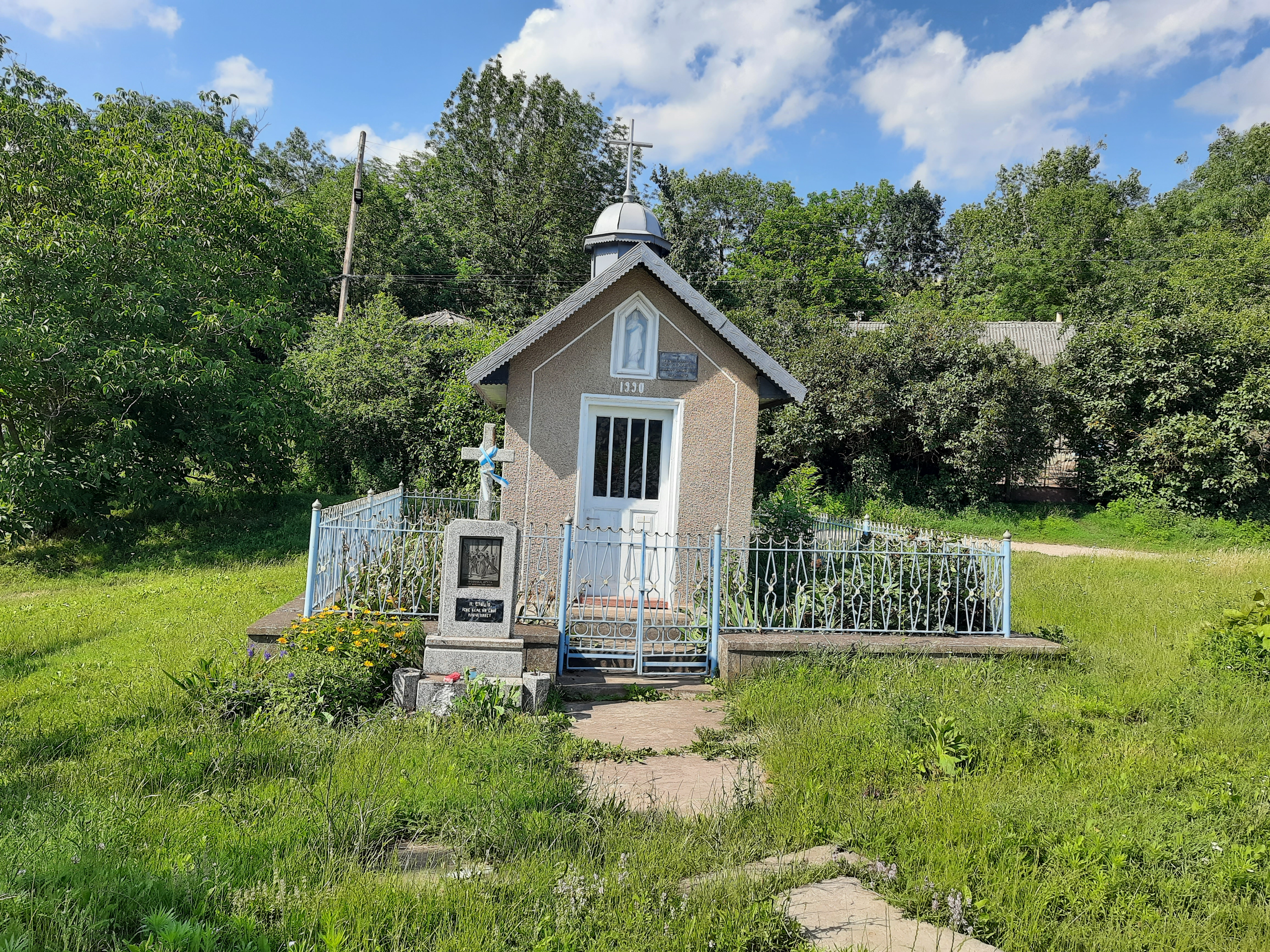
Каплиця-пам'ятка про Запорізьку Січ
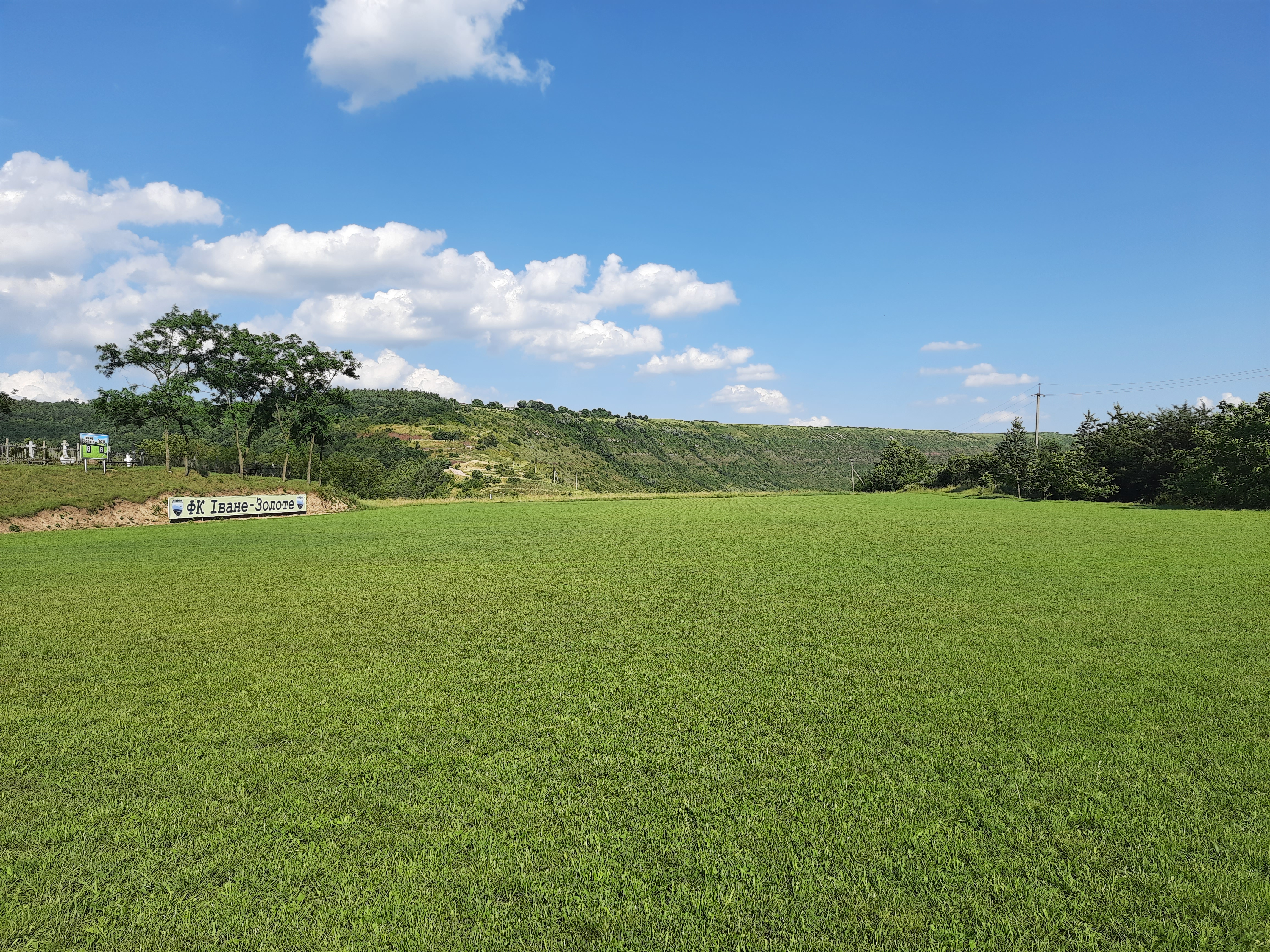
Стадіон
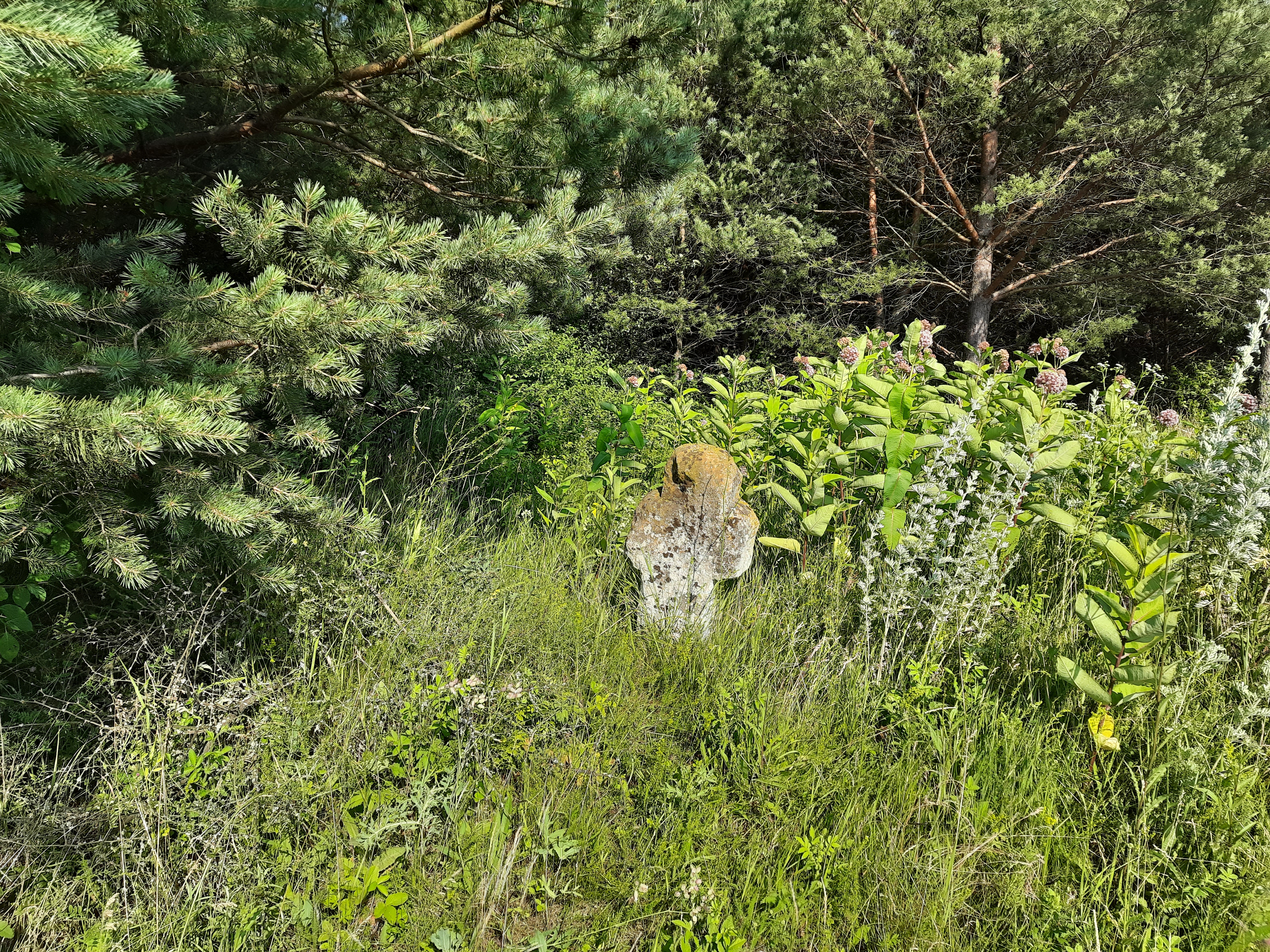
Пам'ятний хрест, встановлений в пам'ять про жителів села, які померли від тяжкої хвороби чуми та холери